# Mesodixa biambulacra
Mesodixa biambulacra är en tvåvingeart som beskrevs av Belkin, Heinemann och Page 1971. Mesodixa biambulacra ingår i släktet Mesodixa och familjen u-myggor.
Artens utbredningsområde är Jamaica. Inga underarter finns listade i Catalogue of Life.